# Johan Östberg
Johan Östberg är en svensk sångare och låtskrivare som slog igenom i dokusåpan Fame Factory år 2004, där han hamnade på en tredjeplats. Vid finalen fick Östberg minst röster av de fem jurygrupperna men flest röster av tittarna, 32% (50943) före de andra finalisterna Johan Becker 24% (37215), Karl Martindahl 23% (35499 röster) och Jimmy Jansson ca 21% (ca 33000 röster).
Östberg har givit ut låtar som "Bittersweet", "Mr. Perfect" och Maja Gullstrand-duetten "Side By Side".
Östberg har föreläst om mobbning i svenska skolor tillsammans med filmregissören Fredrik Svensson och flickvännen Helena Rask.
Östberg är kryssningsvärd på Baltic Queen sedan 2022.

## Diskografi

### Album
- 2006 - Fly (17 maj 2006)

### Singlar
- 2004 - "Mr. Perfect"
- 2004 - "Side by Side"
- 2004 - "Listen Girl" (även kallad "Never be Alone")
- 2004 - "Bitter Sweet"
- 2004 - "To a Heart"
- 2006 - "Something Beautiful"